# 石川県交通安全協会
一般財団法人石川県交通安全協会（いしかわけんこうつうあんぜんきょうかい）は、石川県内の地区交通安全協会を統括する交通安全協会。元石川県知事所管の財団法人。

## 概要
石川県内の地区交通安全協会を統括する交通安全協会で、石川県内での季節単位で開催する交通安全運動をはじめ、自動車・自動二輪車の運転免許更新の伝達・更新事務、申請書や収入証紙の委託販売業務、自転車などに貼る反射シールや車輪のスポークに貼る反射材などの交通安全グッズの頒布、交通安全功労者の表彰及び国や全国法人への表彰推薦などを事業としている。

## 下部組織
- 金沢中支部（金沢中警察署内）金沢市下本多町6番丁15番地1
- 金沢東支部（金沢東警察署内）金沢市元町2丁目15番1号
- 金沢西支部（金沢西警察署内）金沢市金石本町イ1番地の1
- 加賀支部（大聖寺警察署内）加賀市大聖寺東町1丁目1番地
- 小松支部（小松警察署内）小松市上小松町乙163番地の1
- 能美支部（寺井警察署内）能美市寺井町リ44番地
- 松任支部（白山警察署内）白山市倉光9丁目11番地1
- 鶴来支部（白山警察署鶴来庁舎内）白山市月橋町644番地
- 河北支部（津幡警察署内）河北郡津幡町字加賀爪ヌ40番地の3
- 羽咋支部（羽咋警察署内）羽咋市旭町ユ20番地
- 七尾鹿島支部（七尾警察署内）七尾市藤橋町亥部45番地の1
- 穴水支部（輪島警察署穴水庁舎内）鳳珠郡穴水町字川島カ4番地の1
- 輪島支部（輪島警察署内）輪島市杉平町鬼田1番地の4
- 能登支部（珠洲警察署能登庁舎内）鳳珠郡能登町字宇出津ウ字76番地
- 珠洲支部（珠洲警察署内）珠洲市上戸町北方ろ15番地1